# Ninja blanc

Ninja blanc (titre original : White Ninja) est un webcomic humoristique bi-hebdomadaire.
Ninja blanc est un ninja très spécial, à l'esprit très enfantin, assez peu impliqué dans des activités de Ninja. Ses activités sont en général très étranges, et se rapportent peu à ce que font généralement les ninjas.

## Historique
Kent Earle et Scott Bevan ont commencé à publier leur comic strip très tôt, puisque le jeune Bevan faisait des gribouillons de ninjas blancs sur les bancs de l'école primaire. Au départ, les vraies aventures de Ninja blanc sont dues à une bande de huit élèves, qui créèrent plus de 400 aventures, dont seules quelques-unes se retrouvent actuellement dans les archives globales. L'aventure continue au lycée, avec seulement trois participants, Scott Bevan, Kent Earle et Bill Davenport. Les strips étaient conçus lors des cours, un peu comme un exutoire. C'est là que le Ninja blanc a acquis ce sens si spécial de l'humour.
C'est à l'université que le Ninja prend son envol. Le journal des élèves, the Sheaf, leur propose de publier le strip, et plein d'enthousiasme, Scott et Kent soumettent leurs strips avec cette régularité qui est aussi leur caractéristique. La popularité du comic strip augmentant, ils donnent des interviews et créent le site web en 2002.
Ils seront traduits en français par Phiip dans le portail Lapin l'année suivante.
Actuellement, Ninja blanc est paru dans de nombreuses publications à travers le monde : des journaux et des magazines de San Diego, Montréal, Nouvelle-Zélande, Vancouver, Singapour, Londres, et l'Australie.
White Ninja a été publié régulièrement jusqu'en 2012. Après un hiatus annoncé comme bref en 2013 par les auteurs, le site a disparu en 2014. Il ne reste plus que la version française en ligne actuellement.